# Герб на Вапеник
Гербът на село Вапеник, Словакия представлява златолиста липа, намираща се върху щит на син фон.
От двете страни има 2 колела, които показват основната заетост на жителите – каруцарство.
Авторите на герба са Ладислав Вътрел и Томаш Брудер.
Гербът е записан през 5 март 2005 г. в Хералдичния регистър под число V-224/2005.